# Rockfellas
Rockfellas foi um supergrupo brasileiro fundado em 2008 por Paul Di'Anno (ex-vocalista do Iron Maiden), Marcão (ex-guitarrista do Charlie Brown Jr.), Canisso (baixista dos Raimundos) e Jean Dolabella (baterista do Sepultura).
A reunião da banda se deu em abril de 2008, e segundo o guitarrista Marcão, o projeto foi concebido com a estimativa de uma vida limitada, tendo seu encerramento planejado para 3 de outubro do mesmo ano. Nessa data a banda apresentou-se no Hammer Rock Bar, em Campinas.
Em meio a esse período, o Rockfellas apresentou-se por diversos estados brasileiros. Os shows da banda eram compostos apenas por clássicos do rock, incluindo sucessos de bandas como Ramones, Beatles, Black Sabbath, Motörhead, David Bowie e AC/DC.
Embora, no inicio do projeto, Canisso tenha dito que a banda estava trabalhando em três músicas próprias, nunca houve o lançamento de material inédito.

## Integrantes
- Paul Di'Anno - Vocais
- Marcão - Guitarra
- Canisso - Baixo
- Jean Dolabella - Bateria